# Jacob Breda Bull
Jacob Breda Bull (28 Março de 1853, Rendalen – 1930) foi um escritor norueguês.
Bull é especialmente conhecido pelo conto Vesleblakken e por romances e contos que descrevem a vida popular no vale de Østerdalen, distrito de Hedmark, no leste da Noruega. Também escreveu romances históricos, romances contemporâneos e poesia.

## Biografia
Bull nasceu em Rendalen, filho do padre Matthias Bull (1815-1876) e de Henriette Magrethe Breda. Como estudante recebeu o grau universitário “haud laudibilis" (não sem louvor) em maio de 1876 e a seguir leccionou um ano na escola feminina Nickelsen em Kristiania. Em abril de 1878 fundou o jornal Dagen (O Dia) e a partir de então ganhou a vida como jornalista. Foi líder da União dos Escritores Noruegueses de 1900 a 1903.
Bull casou-se com Gunvor Sophie Rytter Saws (1843–1882) em 29 de dezembro de 1876 e casou segunda vez com Anna Maria Augusta Bergløf (nascida em Estocolmo em 1855) em 9 de janeiro de 1883. Foi o pai de Olaf Bull e avô de Jan Bull, ambos poetas.
A antiga casa do reitor em Rendalen, onde ele cresceu, é agora o Museum de Bull, um museu de história biográfica e cultural. O município de Rendalen desde 1997 concede anualmente o Prémio Vesleblakken, assim designado a partir da obra homónima de Bull, a indivíduos ou organizações que se destacaram no trabalho altruísta.

## Obra
O seu romance de estreia foi Paa Grænsen publicado em 1879. Bull é mais conhecido como o autor do conto Vesleblakken, a história sobre o cavalo assim chamado que é baseada na memória de infância do autor em Rendalen onde foi ele criado. Este conto foi publicado pela primeira vez em Skisser (1891). Os seus outros romances e contos frequentemente descrevem a vida popular no vale de Østerdalen. Ele também escreveu romances históricos, romances contemporâneos e poesia. Em 1911, Bull tornou-se cavaleiro de 1º grau na Ordem de Santo Olavo. Após 1914 residiu em Copenhagen onde morreu em 1930.

## Influência
- Glomdalsbruden (A noiva de Glomdals) dirigido por Carl Theodor Dreyer em 1926 foi baseado no romance de Jacob Breda Bull.[7]